# Vetto
Vetto – miejscowość i gmina we Włoszech, w regionie Emilia-Romania, w prowincji Reggio Emilia.
Według danych na rok 2004 gminę zamieszkiwały 1972 osoby, 37,2 os./km².